# ヴィクター・ウーゴ・サンタナ・カルヴァーリョ
ヴィチーニョ（Vitinho）ことヴィクター・ウーゴ・サンタナ・カルヴァーリョ（Victor Hugo Santana Carvalho，1998年3月24日 - ）は、ブラジル・サンパウロ出身のサッカー選手。レッドブル・ブラガンチーノ所属。ポジションはミッドフィールダー。

## クラブ経歴
サンパウロ出身で、2011年にSEパルメイラスのユースチームに加入した。2016年4月28日、トップチームに昇格し、2021年までの契約を結んだ。
2016年6月21日、アメリカFC戦にクレイトン・シャヴィエルとの交代で途中出場しプロデビューを果たした。しかし、そのシーズンはもう1試合に出場したのみに留まった。
2017年7月11日、FCバルセロナに1年間のレンタルで移籍した。リザーブチームのFCバルセロナBでプレーした。

## タイトル
SEパルメイラス
- カンピオナート・ブラジレイロ・セリエA : 2016